# Метилендифенилдиизоцианат
Метилендифенилдиизоцианат (дифенилметандиизоцианат, МДИ) — ароматический диизоцианат, из возможных изомеров которого используются три следующих: 2,2'-МДИ, 2,4'-МДИ и 4,4'-МДИ. При этом 4,4'-изомер используется наиболее широко. Этот изомер также известен как чистый МДИ (мономерный МДИ, ММДИ, pure MDI, MMDI). Синонимы: 4,4'-диизоцианатодифенилметан, метилен-бис-(4-фенилизоцианат).
МДИ совместно с полиолом является сырьем для производства полиуретанов. На производство МДИ приходится около 60 % мирового рынка изоцианатов по состоянию на февраль 2011 года

## Виды МДИ
Коммерчески используются несколько видов МДИ, в том числе чистый МДИ (основа — 98 % 4,4'-МДИ), сырой МДИ (полимерный МДИ, ПМДИ, crude MDI, PMDI). Название «полимерный МДИ» не вполне соответствует действительности. ПМДИ не является полимером. Сырой МДИ представляет собой смесь продуктов, содержащую обычно 55 % МДИ (2,4'-и 4,4'-изомеры), 25 % триизоцианатов и 20 % полиизоцианатов. В России сырой МДИ называют Полиизоцианат, ПИЦ, «компонент В».

## Физические свойства
Мономерный МДИ представляет собой бледно-жёлтое твердое вещество с температурой плавления 37-38 °C. Сырой МДИ является обычно жидкостью от жёлтого до коричневого цвета с характерным запахом плесени.

## Производство
По состоянию на февраль 2011 года мировые мощности по производству МДИ составляют 5,8 млн тонн в год.
Крупнейшие производители BASF, Bayer, Huntsman, Dow, Mitsui Chemicals, Nippon Polyurethanes и Yantai Wanhua, а также BorsodChem (которая с начала 2011 года является частью Yantai Wanhua). Все основные производители МДИ являются членами Международного Института Изоцианатов (International Isocyanate Institute), целью которого является содействие безопасному обращению с МДИ и ТДИ на рабочих местах, в обществе и окружающей среде.
МДИ получают фосгенированием соответствующих дифенилметандиаминов. Изомерное соотношение МДИ определяется изомерным составом дифенилметандиаминов. Перегонкой полученной смеси получают сырой МДИ (смесь олигомерных полиизоцианатов), а также смесь изомеров МДИ с низким содержанием 2,4'-изомера. Дальнейшая очистка представляет собой фракционирование смеси изомеров МДИ..
Промышленные способы получения МДИ включают:

1.	Синтез 4,4’-диаминодифенилметана

2.	Фосгенирование 4,4’-диаминодифенилметана
Реакцию (1) ведут при молярном соотношении анилин: CH2O, равном (1,5-6):1, и анилин : HCl, равном 1:1. При большом избытке анилина в реакции (1) получают 4,4’-диаминодифенилметан (в котором могут быть примеси 2,4’- и 2,2’-изомеров); с уменьшением молярного соотношения аналин: CH2O образуется также смесь продуктов дальнейшей конденсации – так называемый полиметиленполифениамин  со степенью полимеризации  n = 0-2, а СН2 – группы связывают бензольные кольца.
Реакцию (2) фосгенирование проводят обычно в среде хлорбензола, в одном реакторе под давлением или чаще всего в каскаде реакторов без давления, в которых при 0-30 °С ведут сначала «холодное», а затем при 70-125 °С «горячее» фосгенирование. Образующийся HCl поглощают водой (и получают 30-36%-ю соляную кислоту) или используют для гидрохлорирования. Из 4,4’-диаминодифенилметана получают МДИ из полиметиленполифениламина – полиметиленполифенилизоцианат (полиизоцианат), представляющий собой смесь изоцианатов (маслянистая, темно-коричневая жидкость, содержащая обычно 50-55 % МДИ). Часто получают два товарных продукта: из смеси после фосгенирования отгоняют в вакууме части МДИ, оставляя в кубовом остатке полиизоцианат нужного состава.
Из наиболее чистого МДИ (˃ 98 %) получают эластичное полиуретановое волокно, из 90-95%-го МДИ – литьевые уретановые эластомеры, волокна, полужесткие пенополиуретаны, его применяют также для обработки тканей и кож. Полиизоцианат (производится в количестве 80 % от общего объема производства его и МДИ) используется главный образом для производства жестких пенополиуретанов, клеев, служит связующим при получении древесностружечных плит.
Детальные обзоры типичных производственных процессов можно найти в работах Twitchett H.J. и Ulrich H.
По вышеприведенной технологии изготавливается и поставляется  на отечественный рынок изоцианат марки «MILLIONAT MR-200» производства фирмы Nippon Polyurethane Industry (Япония), который имеет состав 40 % 4,4’ - дифенилметандиизоцианат, и 60 % - полиметиленполифенилизоционат . 
Общее содержание МДИ в данном продукте составляет до 70 %, остальное количество до 30 % три- и тетра- изоцианат – гомологи МДИ.
Согласно классификации товаров по ТН ВЭД в товарную позицию 2929 включены изоцианаты: «Эта группа химических продуктов включает в себя моно и полифункциональные изоцианаты.  Изоцианаты с двойной или более функциональностью, такие как  метилендифенилизоцианат (МДИ)».

## Реакционная способность
Положение изоцианатных групп влияет на их реакционную способность. В 4,4'-МДИ, две изоцианатные группы эквивалентны, однако в 2,4'-МДИ они обладают различной реакционной способностью. Группа в положении 4 примерно в четыре раза более реакционноспособна, чем группа в положении 2.
МДИ, являясь электрофилом, реагирует с нуклеофильными веществами, такими как вода, спирты, кислоты, амины и т. п.

## Применение
Основное применение МДИ — производство жёстких полиуретановых пен. МДИ является «компонентом Б» системы, в которой реагируя с «компонентом А» образует полиуретан. Для вспенивания получившегося полимера применяют различные низкокипящие вещества, например, фреон или пентан. Получаемые жёсткие пены — пенополиуретаны (ППУ, PUR) и полиизоцианураты (PIR) обладают высокими теплоизолирующими свойствами, которые и определяют его основное применение: строительная теплоизоляция (сэндвич-панели, декоративные панели, напыляемая изоляция, монтажная пена), холодильное оборудование, изоляция труб и др.
Также МДИ применяется для строительных адгезионных материалов (герметиков, клеев и т. п.)
Количество потребляемой во всем мире продукции из полиуретана продолжает быстро расти. Вместе с тем, повышается спрос на изоцианаты — ключевой сырьевой материал для производства полиуретанов чистый МДИ, смесь мономеров МДИ (ди, три, тетраизоцианат), полимерного МДИ (полиметиленполифениленполиизоцианат — техническое название смеси полиизоцианатов), применяющихся для изготовления как эластичных, так и жёстких пенополиуретанов, полиизоциануратов, армированных пенопластов, покрытий и эластомеров.
Изоцианаты, органические соединения, содержащие одну, или несколько изоцианатных групп, связанных с органическим радикалом. В зависимости от числа NCO – групп в молекуле различают моно, ди, три и полиизоцианаты.

## Безопасность
МДИ является наименее опасным из общедоступных изоцианатов, но не является безопасным. Очень низкое давление пара снижает его опасность во время обращения по сравнению с другими основными изоцианатами (ТДИ, ГДИ). Тем не менее, он, как и другие изоцианаты, является аллергеном и сенсибилизатором. У некоторых людей может развиваться чувствительность к изоцианатам даже при воздействии чрезвычайно малых концентраций, имеющая опасные последствия, в том числе астматические реакции. Обращение с МДИ требует строгого инженерного контроля и средств индивидуальной защиты. По сравнению с другими органическими изоцианатами, МДИ имеет относительно низкую токсичность для человека.